# Kemal Bozay

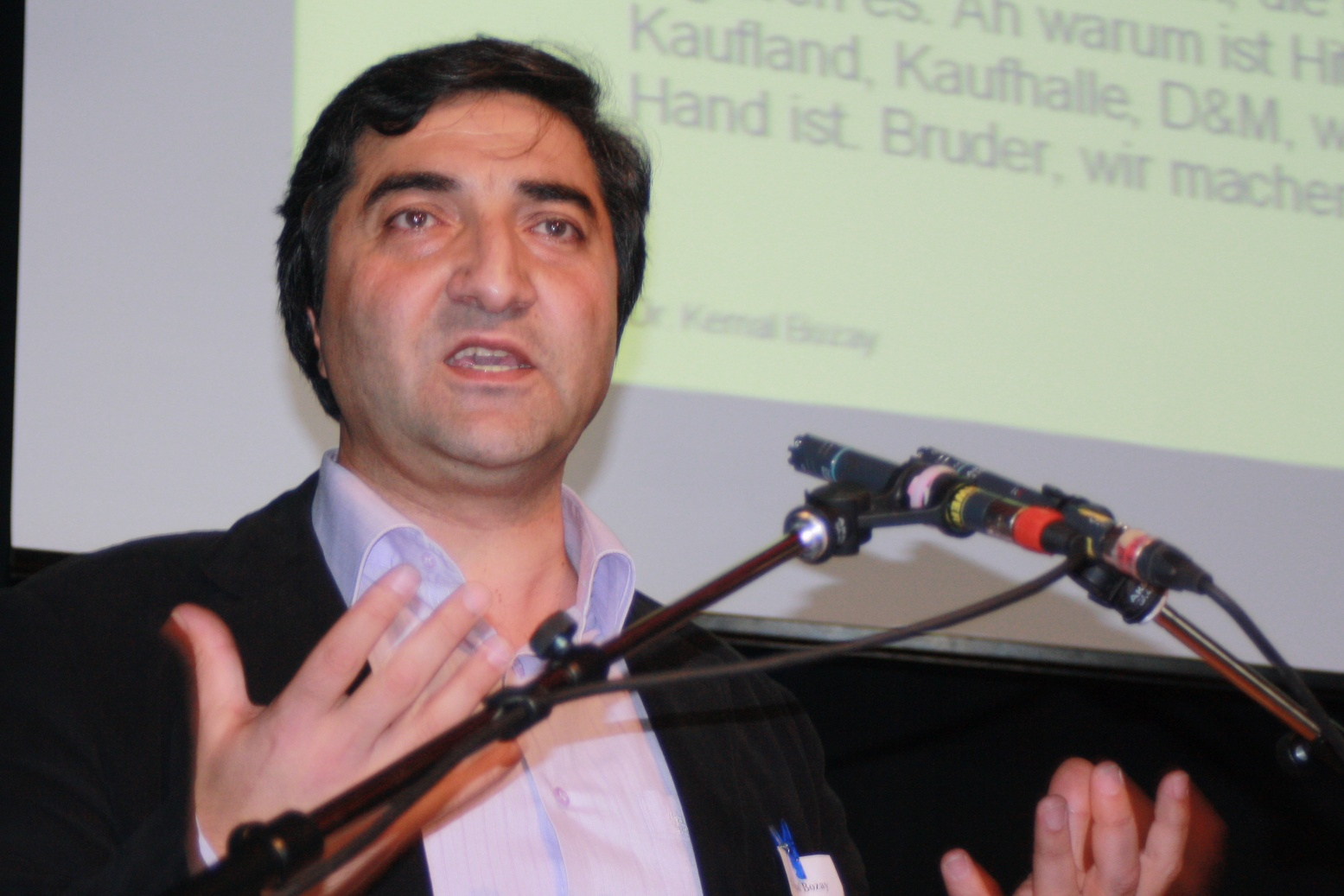
Kemal Bozay (2010)

Kemal Bozay (* 1969) ist ein kurdisch-deutscher Politik-, Erziehungs- und Sozialwissenschaftler.

## Leben
Bozay wurde bei Christoph Butterwegge in Köln promoviert. Er ist seit 2018 Professor für Soziale Arbeit und Sozialwissenschaften am Dualen Studiengang der IUBH – Internationale Hochschule in Düsseldorf und Köln. Er bekleidet das Amt des Fachgebietsleisters für Sozialwissenschaften an der IUBH. Zuletzt war er als Vertretungsprofessor am Fachbereich für Angewandte Sozialwissenschaften der Fachhochschule Dortmund und zugleich Lehrbeauftragter am Institut für vergleichende Bildungsforschung und Sozialwissenschaften (Humanwissenschaftliche Fakultät) der Universität zu Köln tätig.
Bozay ist Mitglied der Glaubensrichtung der Aleviten.

### Wissenschaftliche Publikationstätigkeit
Bozay ist Verfasser von mehreren Publikationen wie Exil Türkei (2001). In seiner Dissertation „… ich bin stolz, Türke zu sein! - Ethnisierung gesellschaftlicher Konflikte im Zeichen der Globalisierung“ (2005/2009) erläutert Bozay, welche gesellschaftlichen Umstände und Faktoren in Deutschland bei deutsch-türkischen Jugendlichen der zweiten und dritten Migrantengeneration für eine Re-Ethnisierung und Re-Nationalisierung sorgen. Dabei geht es auch um die Ethnisierung gesellschaftlicher Probleme im Kontext von Globalisierung und Migrationsfragen. Auch die Themen Islam, Nationalismus und (Sozial-)Rassismus gehören zu seinen Forschungsschwerpunkten. In seiner Publikation Kurden und Medien (2003) setzte er sich für eine gleichberechtigte Akzeptanz und Wahrnehmung von Kurden in den Medien ein.
In seinem gemeinsam mit Emre Arslan publizierten Sammelband Symbolische Ordnung und Bildungsungleichheit in der Migrationsgesellschaft (2016) geht es um die Reproduktion und Manifestation von sozialen Schieflagen im Kontext der Bildungsprozesse von Menschen mit Migrationshintergrund. Im Sinne der von Pierre Bourdieu problematisierten „Symbolischen Macht“ sollen dabei soziale Ungleichheiten und gesellschaftliche Machtasymmetrien kritisch hinterfragt und dekonstruiert werden. Die Auseinandersetzung mit dem Bourdieuischen Begriff der "Symbolischen Macht" nimmt auch in seinem Sammelband Symbolische Ordnung und Flüchtlingsbewegungen in der Einwanderungsgesellschaft (2019, gemeinsam mit Emre Arslan) einen wichtigen Platz ein. Anlehnend an die Diskurse rund um ,Flucht' und ,Geflüchtete' werden hier die verschiedenen Ebenen der gesellschaftlichen Auseinandersetzungen sowie die politischen und medialen Auswirkungen des Themas problematisiert und diskutiert.
Bozay hat sich auch mit den unterschiedlichen Formen und Auswirkungen der Ungleichwertigkeitsideologien in der Einwanderungsgesellschaft (2017, gemeinsam mit Dierk Borstel) beschäftigt. Hier geht es vor allem auch um die politischen und pädagogischen Strategien gegen Formen der gruppenbezogenen Menschenfeindlichkeit. So geht es in dem Fortsetzungsband Kultur der Anerkennung statt Menschenfeindlichkeit. Antworten auf die pädagogische und politische Praxis (2020, gemeinsam mit Dierk Borstel) vertieft um die Auseinandersetzung mit der pädagogischen und politischen Praxis der Ungleichwertigkeitsvorstellungen. In der Auseinandersetzung mit den verschiedenen Formen von Rechtsextremismus und Rassismus in der postmigrantischen Gesellschaft setzt sich Bozay seit längeren Jahren auch mit den türkisch-rechtsextremen Strukturen (auch bekannt als Graue Wölfe) und ihren Einfluss auf türkeistämmige Jugendliche hierzulande auseinander. Neben zahlreichen Publikationen wirkt Bozay hierzu auch in verschiedenen (politischen) Bildungsangeboten und -projekten.
Einen wichtigen Schwerpunkt in den Forschungen von Bozay bildet die kritische Auseinandersetzung mit dem Phänomen Rassismus. In dem Sammelband Die haben gedacht, wir waren das. MigrantInnen über Rassismus und rechte Gewalt (2016) setzt sich Bozay gemeinsam mit Funda Özfırat, Orhan Mangitay und Bahar Arslan aus migrantischer Betroffenenperspektive am Beispiel des NSU-Terrors mit den Auswirkungen rechter Gewalt und des Rassismus auseinander. Die Fortsetzung der rassismuskritischen Betroffenenperspektive findet sich ebenso in dem Band Damit wir Atmen können: Migrantische Stimmen zu Rassismus, rassistischer Gewalt und Gegenwehr (2021, gemeinsam mit Serpil Güner, Orhan Mangitay und Funda Göçer). Nach Halle und Hanau geht es hier insbesondere aus migrantischer Sichtweise um die Kontinuitäten der rassistischen Gewalt und die Möglichkeiten der Gegenwehr.
Gemeinsam mit Hasan Kaygısız veröffentlichte Bozay 2017 das Buch Der Neue Sultan. Die Türkei zwischen Repression und Widerstand. Hier geht es um eine kritische Auseinandersetzung sowohl mit der Geschichte der „defekten“ Demokratie in der Türkei und dem gegenwärtigen neo-osmanischen sowie islamisch-nationalistischen Anspruch des Regierungschefs Recep Tayyip Erdoğan und seiner AKP.

### Projekte zu Bildung und Migration
Ein weiterer Schwerpunkt von Bozays Arbeit ist das Thema „Bildung und Migration“. Als Projektleiter bei Schulen ans Netz e.V., konzentrierte sich seine Arbeit bis Mai 2010 u. a. auf die Förderung von Migrationsjugendlichen im Übergang von Schule in den Beruf, wobei E-Mentoren stärkenorientiert Jugendliche unterstützen und begleiten. In der IFAK e.V. - Verein für multikulturelle Kinder- und Jugendhilfe - Migrationsarbeit (mit Sitz in Bochum) hat er als Geschäftsführer Fachbereiche und Projekte rund um das Thema Kinder- und Jugendhilfe, Erziehungshilfen, Beratung, Migration und Interkulturalität begleitet. Zudem führt er vielfältige Bildungsangebote, Seminare und Fortbildungen zu verschiedenen Bereichen der interkulturellen Bildungsarbeit an.

### Politische Aktivitäten
Im Frühjahr 2009 versuchte Bozay, einen aussichtsreichen Listenplatz bei der Linken Nordrhein-Westfalen für die Bundestagswahl 2009 zu erlangen, jedoch ohne Erfolg. Trotz des Rückschlags wurde er im Herbst des Jahres erneut für Die Linke in die Bezirksvertretung Köln-Mülheim gewählt. Seine politische Reise nahm jedoch eine Wendung, als er kurze Zeit später die Partei verließ, um als parteiloser Bezirksvertreter in der Fraktion der Grünen mitzuwirken.

## Werke
- Rechtsextremismus hat viele Gesichter. Perspektivierungen auf den »deutschen« und »türkischen« Rechtsextremismus nach dem Brandanschlag in Solingen 1993. In: Birgül Demirtas, Adelheid Schmitz, Derya Gür-Seker, Çagri Kahveci (Hrsg.): Solingen, 30 Jahre nach dem Brandanschlag. Rassismus, extrem rechte Gewalt und die Narben einer vernachlässigten Aufarbeitung (= Edition Politik. Band 142). transcript, Bielefeld 2023, ISBN 978-3-8376-6497-3, S. 245–256, doi:10.14361/9783839464977-018 (transcript-open.de [abgerufen am 22. September 2023]).
- Kemal Bozay, Serpil Güner, Orhan Mangitay, Funda Göçer (Hrsg.): Damit wir atmen können: Migrantische Stimmen zu Rassismus, rassistischer Gewalt und Gegenwehr. PapyRossa 2021.
- Dierk Borstel, Kemal Bozay (Hrsg.): Kultur der Anerkennung statt Menschenfeindlichkeit: Antworten für die pädagogische und politische Praxis. Beltz Juventa 2020.
- Emre Arslan, Kemal Bozay (Hrsg.): Symbolische Ordnung und Flüchtlingsbewegungen in der Einwanderungsgesellschaft. Springer VS 2019.
- Kemal Bozay, Hasan Kaygısız: Der neue Sultan: Die Türkei zwischen Repression und Widerstand. (Neue Kleine Bibliothek) Taschenbuch. PapyRossa Verlag 2017.
- Kemal Bozay, Funda Özfirat, Eymen Nahali: Migrationssensibler Kinderschutz – ressourcenorientiert: Junge Geflüchtete im Fokus der Jugendhilfe. Beiträge zur Theorie und Praxis der Jugendhilfe. Schöneworth Verlag 2017.
- Kemal Bozay, Dierk Borstel (Hrsg.): Ungleichwertigkeitsideologien in der Einwanderungsgesellschaft. Springer VS 2017.
- Kemal Bozay et al.: Die haben gedacht wir waren das: MigrantInnen über rechten Terror und Rassismus. Taschenbuch. PapyRossa Verlag 2016/2017.
- Emre Arslan, Kemal Bozay (Hrsg.): Symbolische Ordnung und Bildungsungleichheit in der Migrationsgesellschaft. Springer VS 2016.
- Fikret Aslan, Kemal Bozay: Graue Wölfe heulen wieder: Türkische Faschisten und ihre Vernetzung in Deutschland. 3. überarbeitete Auflage. Unrast Verlag 2012.
- Kemal Bozay: „Ich bin stolz, Türke zu sein!“: Ethnisierung gesellschaftlicher Konflikte im Zeichen der Globalisierung. Wochenschau Verlag 2005/2009.
- Kemal Bozay (Hrsg.): Kurden und Medien: Ein Beitrag zur gleichberechtigten Akzeptanz von Kurden in den Medien. NAVEND 2004.
- Kemal Bozay: Exil Türkei: Ein Forschungsbeitrag zur deutschsprachigen Emigration in die Türkei (1933–1945). LIT-Verlag 2001.